# 劉瀛 (光緒進士)
劉瀛（1861年—1929年），字厚瓊，號耕雲，福建福州府侯官縣人，清朝政治人物。

## 生平
光緒十二年（1886年）丙戌科三甲第一百七十六名進士。光緒十五年（1889年）五月，著交吏部掣籤，分發各省以知縣即用。

## 家族
祖父劉齊銜；父劉學忻。